# Уголини, Джованни Франческо
Джова́нни Франче́ско Уголи́ни (итал. Giovanni Francesco Ugolini; род. 28 февраля 1953, Пон-а-Венден, Франция) — капитан-регент Сан-Марино с 1 октября 2010 года по 1 апреля 2011 года, избран вместе с Андреа Дзафферани.
Он является членом Сан-Маринской христианско-демократической партии с 1973 года.
Получил высшее образование в области промышленной химии, работал лаборантом в лаборатории анализа в государственной больнице с 1974 по 1981 год. В 1981 году стал предпринимателем, когда взял на себя семейный отельный бизнес. С 1991 года по 2007 год занимал пост президента Сан-Маринского гостинично-туристического союза.
В 1998 и 2001 годах избирался членом Большого генерального совета.
С 1 апреля по 1 октября 2002 года он был капитаном-регентом Сан-Марино вместе с Антонио Лаццаро Вольпинари. 16 сентября 2010 года был вторично избран парламентом на должность капитана-регента вместе с Андреа Дзафферани. 1 октября 2010 года начался их шестимесячный срок пребывания в должности.